# Mohadevpur
Mohadevpur (en bengali : মহাদেবপুর) est une upazila du Bangladesh dans le district de Naogaon. En 1991, elle dénombrait 232 359 habitants.